# Idioom
Idioom is een ander woord voor taaleigen: eigenaardigheden van een taal. Het begrip wordt doorgaans beperkt tot grammaticale en lexicale eigenaardigheden, hoewel ook fonologische en morfologische elementen zeer karakteristiek kunnen zijn. In figuurlijke zin spreekt men ook van het idioom van een kunstenaar.

## Nadere bepaling
Het idioom moet worden onderscheiden van de woordenschat en de grammatica van een taal:
- De woordenschat is de verzameling van alle woorden van een taal, met hun betekenis, denotatie en connotatie.
- De grammatica geeft de regels voor vervoegingen en verbuigingen van woorden, en de regels voor een grammaticaal correct gevormde zin.

De volgende zinnen, bijvoorbeeld, zijn grammaticaal correct, met zuiver Nederlandse woorden: 
Welke tijd is het?
Wat is jouw naam?
Echter, in het Nederlands zegt men gewoonlijk 
Hoe laat is het?
Hoe heet je?
Alleen deze twee laatste zinnen horen dus tot het Nederlandse idioom. Dergelijke vaste woordcombinaties die het idioom van een taal vormen, worden ook wel collocaties of fraseologismen genoemd.
Als de grammatica verschillende woordvolgordes toelaat, maar sommige daarvan veel gangbaarder zijn dan andere, kan dit ook tot het idioom gerekend worden. 

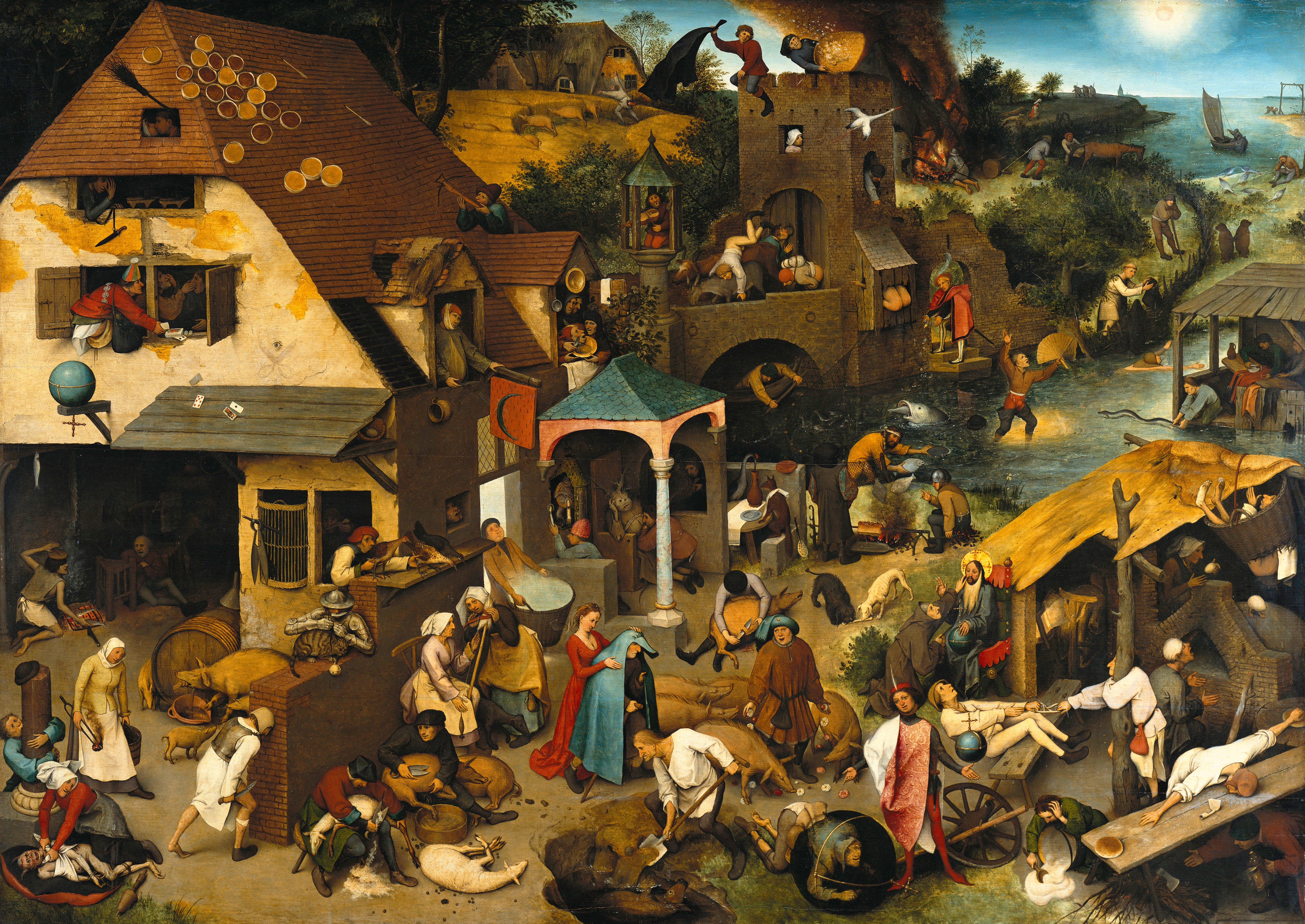
Nederlandse Spreekwoorden is een olieverfschilderij uit 1559, geschilderd door Pieter Bruegel de Oude. Het schilderij toont ten minste 80 Nederlandstalige spreekwoorden en gezegdes zoals die destijds gangbaar waren in het Nederlands. Sommige ervan worden tegenwoordig nog altijd gebruikt.

Tot het idioom behoren ook staande uitdrukkingen, alsook spreekwoorden en gezegdes. 

## Taalverwerving
In het proces van verwerving van een vreemde taal, en ook bij taalverwerving in het algemeen, speelt idioom een bijzondere rol, omdat het niet via algemene regels te leren is. Juist de beheersing van moeilijker direct te vertalen zinswendingen en woordgebruik is een indicatie van de wijze waarop een vreemde taal wordt beheerst. Veel idiomatische uitdrukkingen kan men vinden in een goed woordenboek, bij de behandeling van een bepaald lemma. Het probleem is dat men niet altijd weet dat men naar een speciale uitdrukking moet zoeken, en vaak ook niet meteen onder welk lemma men die kan vinden. Het zijn niet zozeer individuele woorden die voor problemen zorgen, maar juist ook uitdrukkingen, zinswendingen of frases waarin die gebruikt worden.
Er zijn vaak aparte oefenboeken en lexica als woordenboeken en encyclopedieën voor nodig om deze idiomatische uitdrukkingsvormen aan te leren. Hoewel deze stof sterk afhankelijk is van het niveau en de voorkennis van de leerling, kunnen er toch ook lijsten worden aangelegd die voor grotere categorieën leerlingen met verschillende moedertalen nuttig zijn.
In het Nederlandse onderricht van vreemde talen wordt de term idioom ook gebruikt in de betekenis van woordenschat. Docenten spreken van een idioomtoets en van een idioomboek, dat een boek is met de belangrijkste woorden voor een bepaald niveau.

## Muziek en kunst
In figuurlijke zin spreekt men ook van het idioom van een kunstenaar in de beeldende kunst en in de muziek. Een compositie of ander kunstwerk is door bepaalde, steeds terugkerende stijlkenmerken, herkenbaar afkomstig van een bepaalde kunstenaar. Iedere kunstenaar heeft een eigen idioom (vergelijk signatuur en  muzikale handtekening).